# ISO 3166-2:SS
ISO 3166-2:SS es la entrada para Sudán del Sur en ISO 3166-2, parte de los códigos de normalización ISO 3166 publicados por la Organización Internacional de Normalización (ISO), que define los códigos para los nombres de las principales subdivisiones (p.ej., provincias o estados) de todos los países codificados en ISO 3166-1.
En la actualidad, para Sudán del Sur, los códigos ISO 3166-2 se definen para 10 estados, 2 áreas administrativas y 1 área con estatus administrativo especial.
Cada código consta de dos partes, separadas por un guion. La primera parte es SS, el código ISO 3166-1 alfa-2 para Sudán del Sur. La segunda parte tiene dos letras.

## Códigos actuales
Los nombres de las subdivisiones se ordenan según el estándar ISO 3166-2 publicado por la Agencia de Mantenimiento ISO 3166 (ISO 3166/MA). Las áreas administrativas de Pibor y Ruweng, así como la región actualmente disputada de Abyei, en la actualidad carecen del correspondiente código, y por esto no figuran en la lista.
Pulsa sobre el botón en la cabecera para ordenar cada columna.
| Código | Nombre de la subdivisión (en) | Nombre de la subdivisión (es) |
| ------ | ----------------------------- | ----------------------------- |
| SS-BN  | Northern Bahr el Ghazal       | Bar el Gazal del Norte        |
| SS-BW  | Western Bahr el Ghazal        | Bar el Gazal Occidental       |
| SS-EC  | Central Equatoria             | Ecuatoria Central             |
| SS-EE  | Eastern Equatoria             | Ecuatoria Oriental            |
| SS-EW  | Western Equatoria             | Ecuatoria Occidental          |
| SS-JG  | Jonglei                       | Junqali                       |
| SS-LK  | Lakes                         | Lagos                         |
| SS-NU  | Upper Nile                    | Alto Nilo                     |
| SS-UY  | Unity                         | Unidad                        |
| SS-WR  | Warrap                        | Warab                         |

## Cambios
Los siguientes cambios de entradas han sido anunciados en los boletines de noticias emitidos por el ISO 3166/MA desde la primera publicación del ISO 3166-2 en 1998, cesando esta actividad informativa en 2013.
| Informe      | Fecha de emisión                     | Descripción del cambio reportado         | Cambio de código o subdivisión     |
| ------------ | ------------------------------------ | ---------------------------------------- | ---------------------------------- |
| Boletín II-3 | 2011-12-13 (corregido el 2011-12-15) | Se añaden subdivisiones administrativas. | Subdivisiones añadidas: 10 estados |

Los siguientes cambios a la entrada figuran en la lista del catálogo en línea de la ISO:
| Fecha real del cambio | Breve descripción del cambio                                                                              |
| --------------------- | --- |
| 2014-12-18            | Se borra el espacio tras la abreviatura en minúsculas en inglés                                           |
| 2011-12-13            | Se añaden el código y sus subdivisiones administrativas para alinearse con la ISO 3166-1 y la ISO 3166-2. |
| 2011-08-09            | Se asignan elementos del código                                                                           |